# Musée de la mine de Saint-Étienne
Puits Couriot
Le Musée de la mine de Saint-Étienne est un musée français créé en 1991 sur le territoire de la ville de Saint-Étienne, dans le département français de la Loire et la région Auvergne-Rhône-Alpes.

## Présentation
Nommé officiellement « Couriot musée de la mine », il est installé dans les bâtiments du dernier puits stéphanois (fermé en 1973).
Le musée propose la visite d'une galerie reconstituée et des bâtiments historiques de l'ancien site minier :
- le grand lavabo[3],[4] ;
- la salle de la machine d'extraction et la salle d'énergie (compresseur et convertisseurs électriques) ;
- la lampisterie (atelier d'entretien des lampes) ;
- la salle des compresseurs ;
- l'atelier d'entretien des locomotives électriques ;
- anciens accès à des ouvrages souterrains (tunnel du puits de la Loire, fendue des passerelles).

Le musée propose également la visite de trois espaces d'exposition permanente (inaugurés en décembre 2014), présentant une sélection d'objets issus des collections du musée :
- La figure du mineur (reproduction des « Mineurs » de Jean-Paul Laurens, le Mineur d'Armand Bloch, sculptures, affiches, extraits de films d'archives) ;
- La grande histoire de Couriot (maquette tactile, théâtre animé, coupe du puits Couriot, plans-reliefs et coupes des exploitations de la S.A. des Mines de la Loire) ;
- Six siècles d’aventure houillère (grand plan-relief du bassin de la Loire réalisé pour l'exposition universelle de 1889, mur d'image, maquettes, affiches, photographies, outils, objets du quotidien entre autres...).

Le site est également le cadre d'une programmation culturelle (spectacle vivant, projections de films, festivals).
Il bénéficie du label Musée de France.

## Les bâtiments du jour

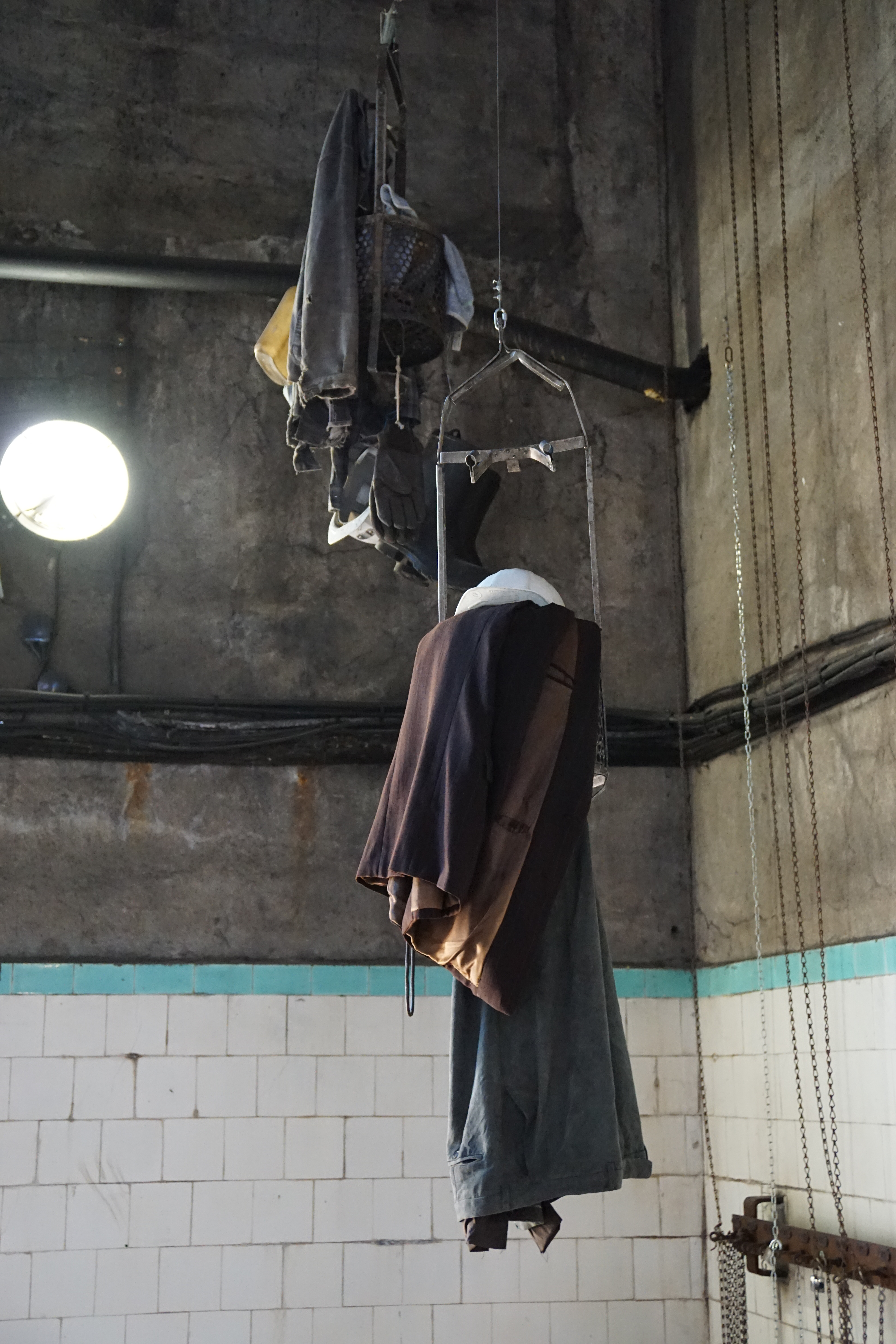
Le grand lavabo, construit en 1948. Les vêtements ont été raccrochés à l'occasion du tournage du film Le Brasier.

Le site du puits Couriot représente une superficie de 15 ha (30 ha avec les crassiers). Il constitue le vestige le mieux préservé et le plus complet témoignant de l'activité houillère du bassin stéphanois.
Les installations de jour répondaient à la nécessité de faire circuler sur le même espace hommes, charbon et matériel. Afin de gérer la circulation des flux aux abords du puits, le site a été organisé selon un système de plates-formes à l'emplacement d'anciennes carrières.
Les bâtiments de lavage et de triage installés sur la plateforme basse (le « plâtre ») ont été démolis en 1969.
Les bâtiments de la plateforme intermédiaire, aujourd'hui conservés, datent principalement de la Première Guerre mondiale (bâtiments administratif, chaufferie, ancienne lampisterie, salle de la machine et petit lavabo) et de l'après-guerre (grand lavabo et lampisterie de 1948).
Dans sa configuration la plus récente, le puits pouvait accueillir près de 2 000 mineurs et plusieurs centaines d'ouvriers au jour.
Le site a été pendant longtemps la « vitrine », siège de la société anonyme des Mines de la Loire. Il fut le puits le plus important du bassin jusqu'aux années 1930 et resta après la nationalisation de 1946 le siège administratif du secteur Ouest.

## L'histoire du site
Situé à l'ouest de Saint-Étienne, le site se trouve dans le périmètre de l'ancienne commune de Montaud, puis par scission dans l'éphémère commune de Beaubrun (1842-1855) finalement intégrée à Saint-Étienne.
Attestée depuis le XVIIIe siècle, l'exploitation du charbon dans ce secteur s'explique par la présence d'un anticlinal rejetant au jour trois couches exploitables à faible profondeur (les 1re, 2e et 3e couches du faisceau « de Beaubrun »). Le relief accidenté du quartier de l'ancien lieu-dit le Clapier témoigne de l'exploitation ancienne des affleurements de ces couches de charbon. Ces anciennes carrières fournirent également le grès nécessaire à l'aménagement des travaux souterrains (dits en « gradins renversés ») jusqu'aux années 1930.
Vers 1810, l'activité semblait pour le moins restreinte, comparée à Villars, à l'Est de Saint-Étienne (Outre-Furan), à Saint-Jean-Bonnefonds et surtout la vallée du Gier qui produit alors près de la moitié de la production nationale de charbon. À cette date, le secteur de Beaubrun ne connait dans les textes qu'une exploitation par fendue et les travaux anciens (causes d'inondations parfois meurtrières) rendant alors l'exploitation du secteur assez difficile.

## Avant Couriot, la concession de Beaubrun vers 1840
Vers 1840, avec l'aménagement d'un premier embranchement ferroviaire de Saint-Étienne à Montrambert, l'activité extractive s'est développée durablement dans ce secteur. La concession de Beaubrun était exploitée par trois petites compagnies :
- au sud, la compagnie des Mines Ranchon : exploitant en bordure du quartier de Tardy (actuelle rue Vaillant Couturier) par un puits et une fendue ;
- à l'ouest, la Compagnie Parisienne est une exploitation de taille modeste (deux nouveaux puits alors en fonçage) ;
- au sud-ouest, près de l'emplacement actuel du puits Couriot,  les Mines Grangette ; regroupant les puits Basse-villes 1 et 2, Hautes-villes 1 et 2, Culatte 1 et 2 et Clapier 1 et 2 (théâtre d'une catastrophe en 1839 qui entraina une inondation et l'abandon de l'exploitation pendant plusieurs décennies).  L'emplacement actuel du puits Couriot était alors occupé par le château du Clapier.

Cette petite société rejoindra par la suite d'autres sociétés pour fonder en 1845 la compagnie des Houillères de Saint-Étienne dans le but de contrecarrer l'irrésistible ascension de la compagnie Générale des Mines de la Loire issue d'une fusion entre différentes compagnies de Rive-de-Gier.
La C.H.S.E. sera finalement absorbée en septembre 1845 par la grande compagnie des Mines de la Loire.

## 1854-1892: la Compagnie de Beaubrun
En 1854, Napoléon III dissout le monopole. Une petite société, la compagnie des Mines de Beaubrun, exploite alors la concession grâce à une demi-douzaine de puits anciens dont le puits Châtelus (fondé en 1850 par la C.M.L.). Elle est en fait l'émanation des deux grandes compagnies voisines qui exploitent deux faisceaux de charbon de part et d'autre de la faille souterraine de Malacussy qui coupe la concession en deux.
Son capital appartient en partie à ces puissantes voisines : la  S.A. des Mines de la Loire qui exploite les concessions plus au Nord et la S.A. des Mines de Montrambert et la Béraudière au Sud. Elles sont toutes deux issues de la division du monopole et possèdent une partie du capital de la compagnie de Beaubrun.
En 1857, la gare du Clapier est ouverte et le contournement ferroviaire de l'Ouest stéphanois offre de nouveaux débouchés au charbon extrait à Beaubrun. Un élément déterminant qui déterminera plus tard le choix du site comme siège d'extraction.
Vers 1860, le vieux château du Clapier est démoli ainsi que le hameau du Clapier, les installations au jour vont se développer. Le puits Châtelus est relié au vieux puits du Clapier et la 5e couche est exploitée ; mais le fonçage d'un nouveau puits s'impose. Un nouveau puits, Châtelus 2, commence à être foncé en 1870.
En 1887, une terrible explosion de poussière dans le quartier d'exploitation situé entre Châtelus 1 et Culatte coûte la vie à 79 mineurs. L'événement fait les gros titres des journaux, l'émotion est grande, les dégâts importants : le puits est fermé.
La petite compagnie sera alors finalement absorbée par la S.A. des Mines de la Loire, sous l'influence d'Henry Couriot, le 3 juin 1893. Ce dernier voit sans doute dans son positionnement stratégique et ses réserves des possibilités de développement sur le long terme.

## Le nouveau siège de la S.A. des Mines de la Loire
Après la dissolution de la C.M.L. par Napoléon III en 1854, la S.A. des Mines de la Loire hérite du nom, de la dette et des concessions du Nord-Ouest.
1892-1893 : elle absorbe la compagnie de Beaubrun et relance des travaux (remise en marche de Châtelus et modernisation des installations de triage).
La société entreprend à partir de 1907 la conception d'un puits de nouvelle génération Châtelus 3, qui deviendra par la suite le puits Couriot, destiné à l'exploitation d'une couche de charbon à coke conséquente la « 8e Grüner » qu'on espère alors atteindre à la profondeur record de 1 km.
Les Mines de la Loire s'associent en 1911 avec d'autres partenaires afin de lancer un programme de logement La Ruche immobilière afin de loger la main-d'œuvre qui sera employée dans son nouveau puits.
Le fonçage du puits est terminé à 727,25 m en 1914 et le chevalement est ripé au-dessus du puits, mais l'entrée en guerre stoppe les travaux.
En 1917, le puits Châtelus 3 est définitivement baptisé du nom du président de la Société Anonyme des Mines de la Loire, Henry Couriot
1919 : début du fonctionnement du puits Couriot. La « recette » inférieure se trouve à - 116 m sous le niveau de la mer (soit 643 m de profondeur).
Parallèlement, les Mines de Loire achètent les terrains alentour pour prévenir l'étalement urbain de Saint-Étienne, soit 5 km2 de terrains qui marqueront dès lors une limite au développement du secteur ouest de la ville.
1928 : installation d'un nouveau chevalement en béton pour Châtelus 1 qui devient un « puits de service », le puits Châtelus 2 est abandonné et remblayé.
1er mars 1941 : visite et discours du maréchal Pétain.

## 1946-1973: de la nationalisation à la fermeture
- 1945-1947 : Le projet visant à faire de Châtelus 1 un puits d'extraction équipé de « skips » est envisagé mais restera sans suite.
- Octobre 1948 : grève, la garde mobile occupe le site. La même année, l'installation d'une nouvelle ligne de skips cette fois-ci au jour va permettre l'élévation du second crassier.
- 1969 : foudroyage du chevalement en béton du puits Châtelus I.
- 1971 : début du démantèlement de Couriot.
- 5 avril 1973 : fermeture du puits Couriot, les câbles sont coupés. La dernière équipe descendue pour éteindre les pompes remontera par le puits Rochefort. À cette date, Couriot est le dernier puits sur la commune de Saint-Étienne à cesser son activité.
- 1991 : ouverture du musée de la mine.
- L'ensemble du site a été classé monument historique en janvier 2011[2]
- 2013 : livraison de la première phase de réaménagement de l'ancien « plâtre » en un parc urbain baptisé du nom de Joseph Sanguedolce. Les aménagements ont été réalisés par Gautier + Conquet, les architectes du patrimoine Archipat et le paysagiste Michel Corajoud.
- décembre 2014 : inauguration de trois nouveaux espaces d'exposition présentant une partie des collections du musée.

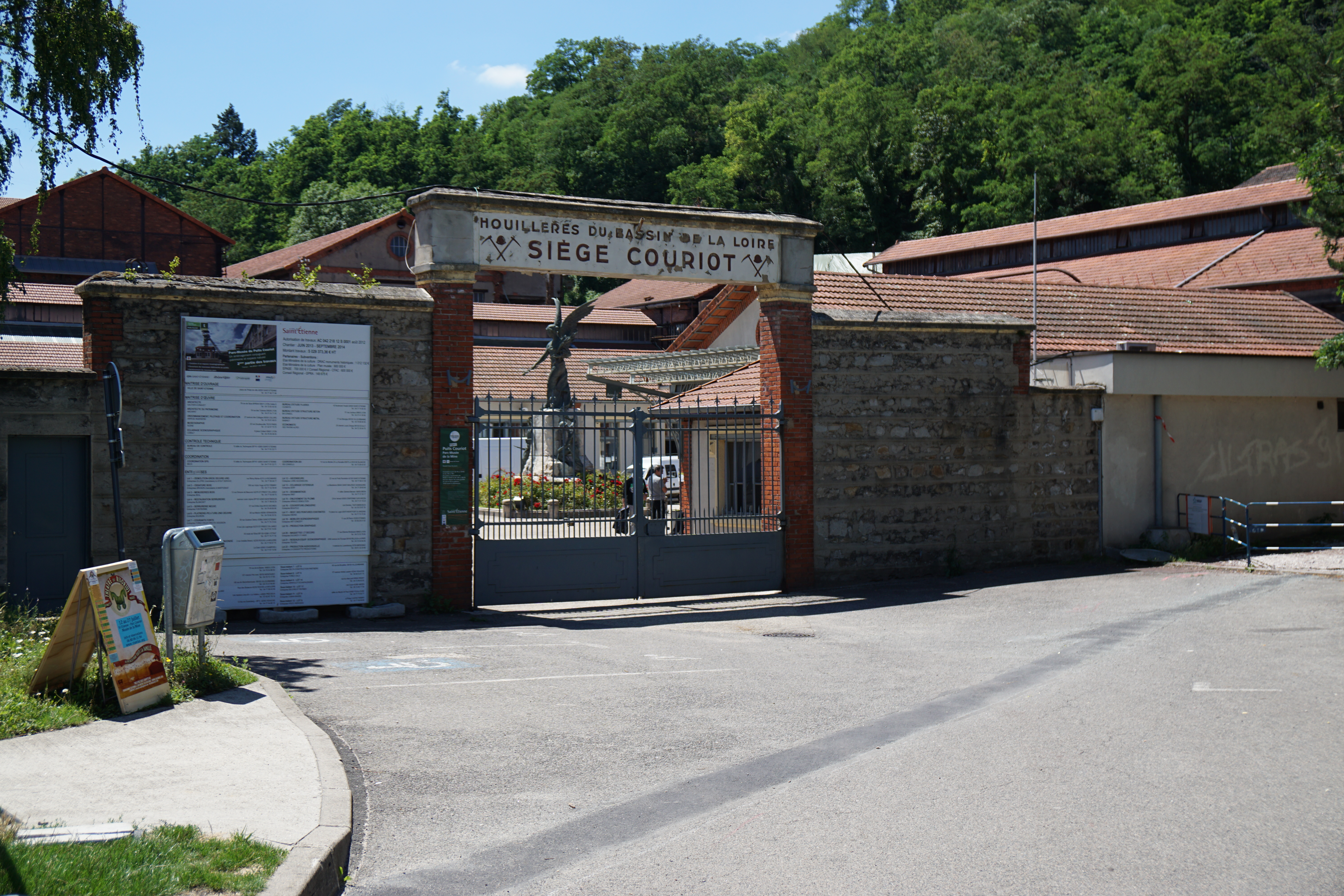
L'entrée du site.
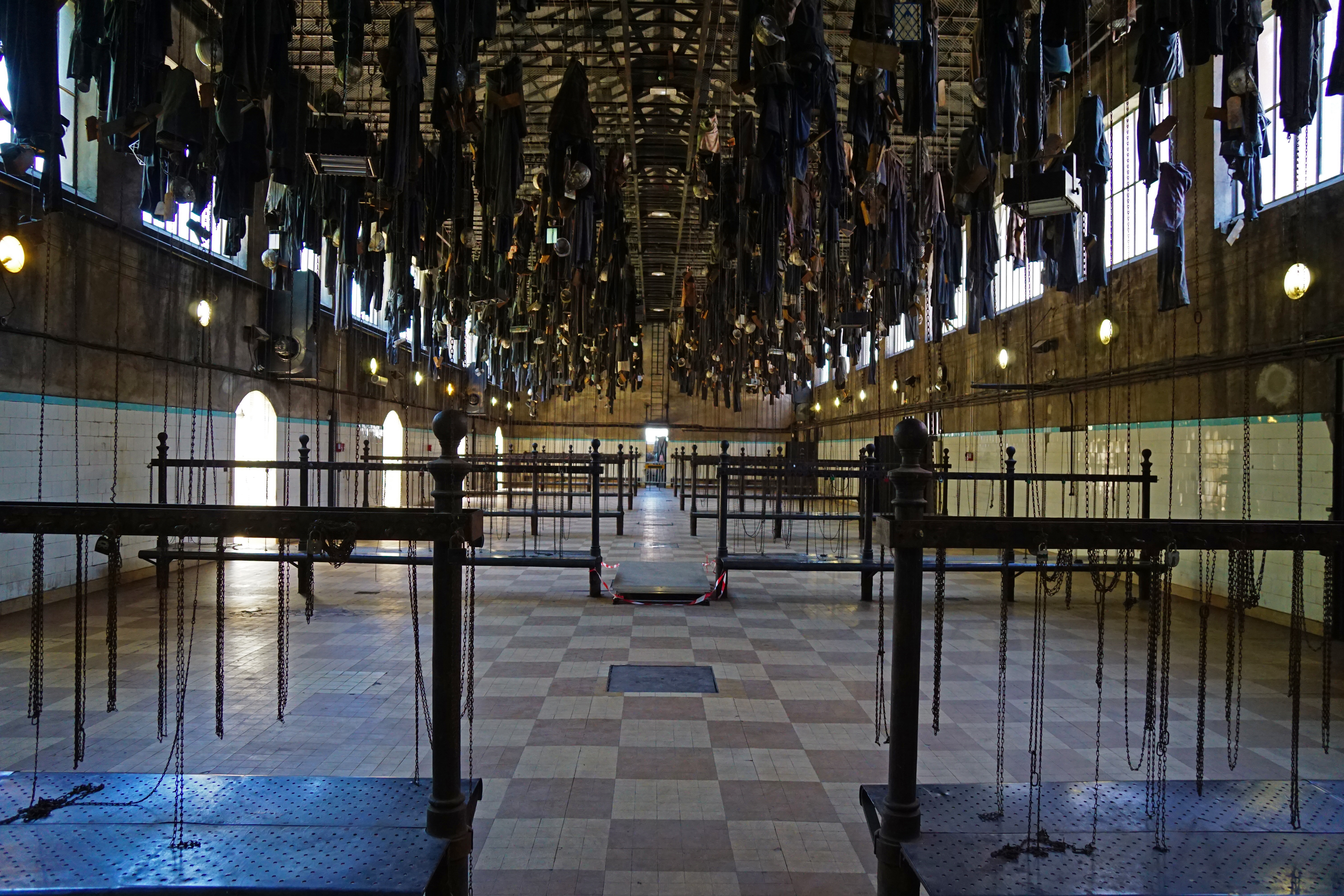
Le grand lavabo.
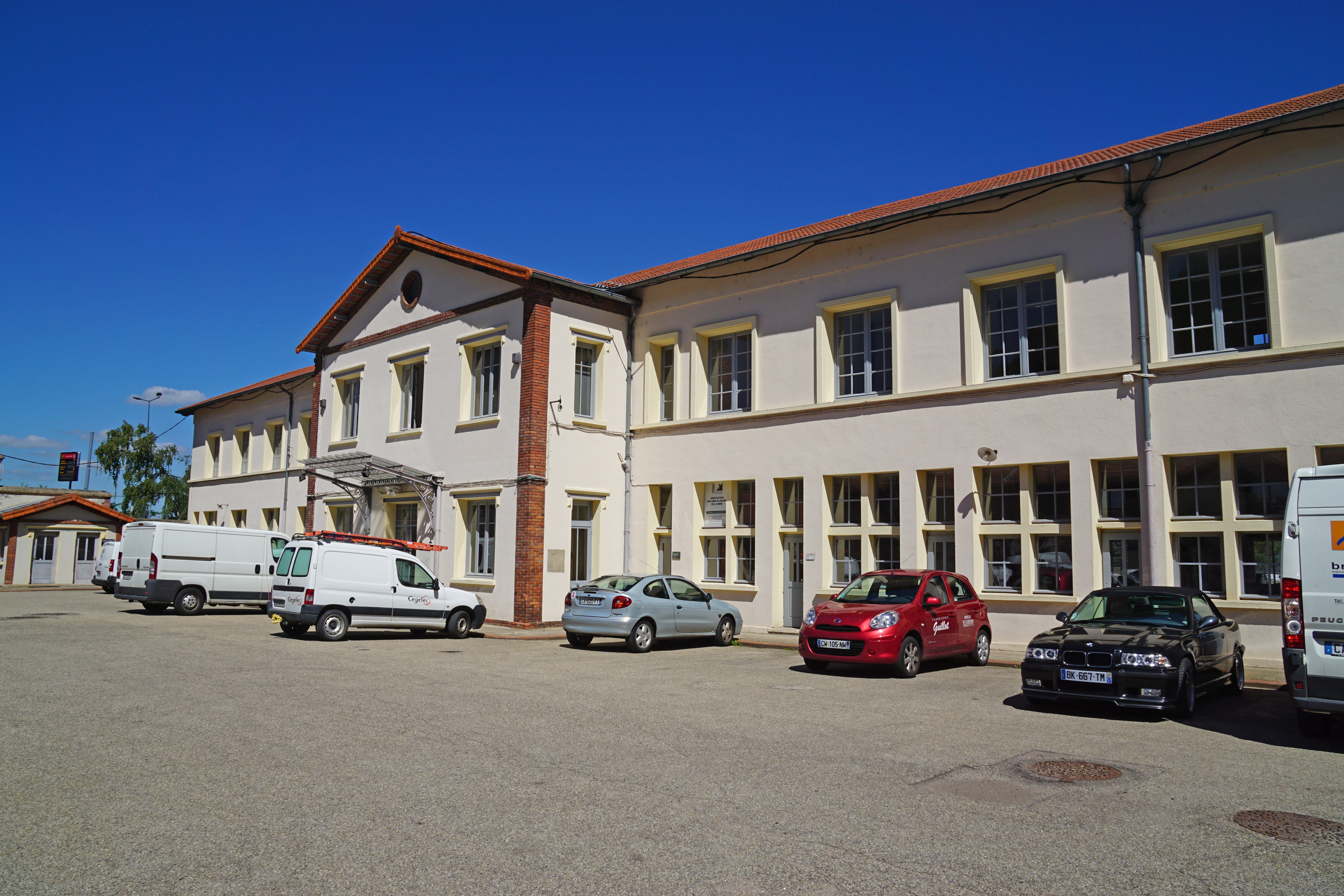
Le bâtiment administratif.
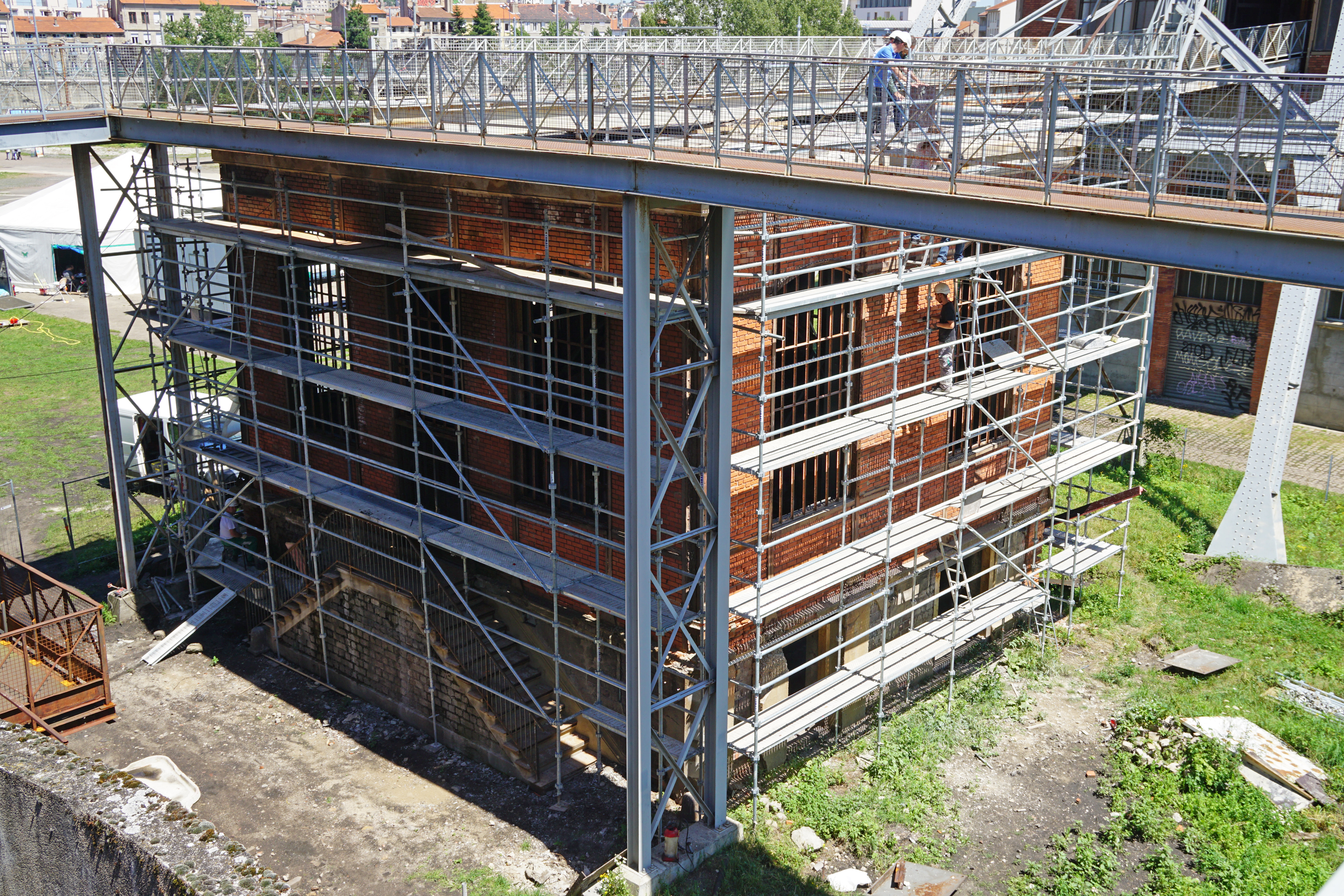
Travaux sur bâtiment de la machine d'extraction de secours.
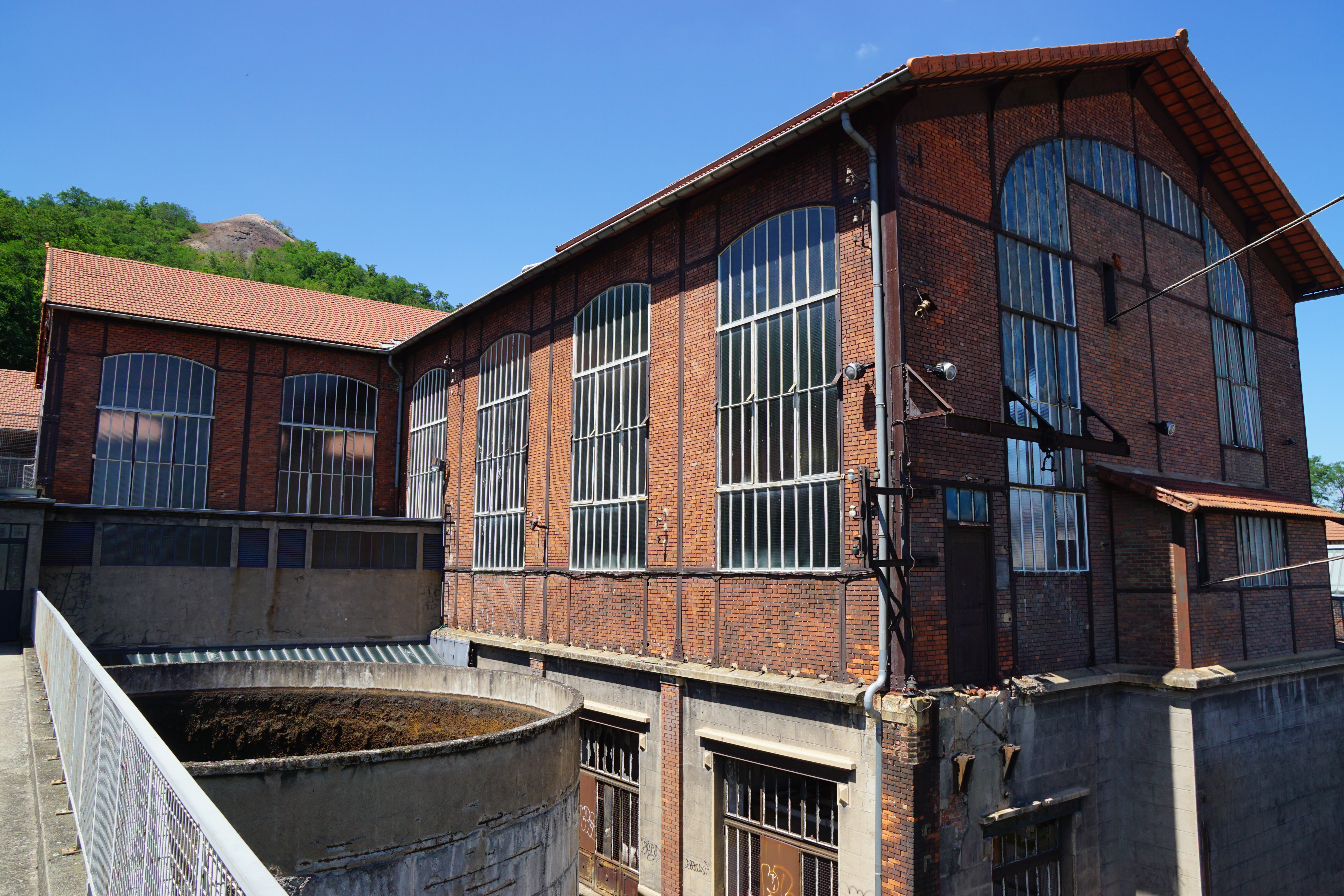
Le bâtiment de la machine d'extraction principal.
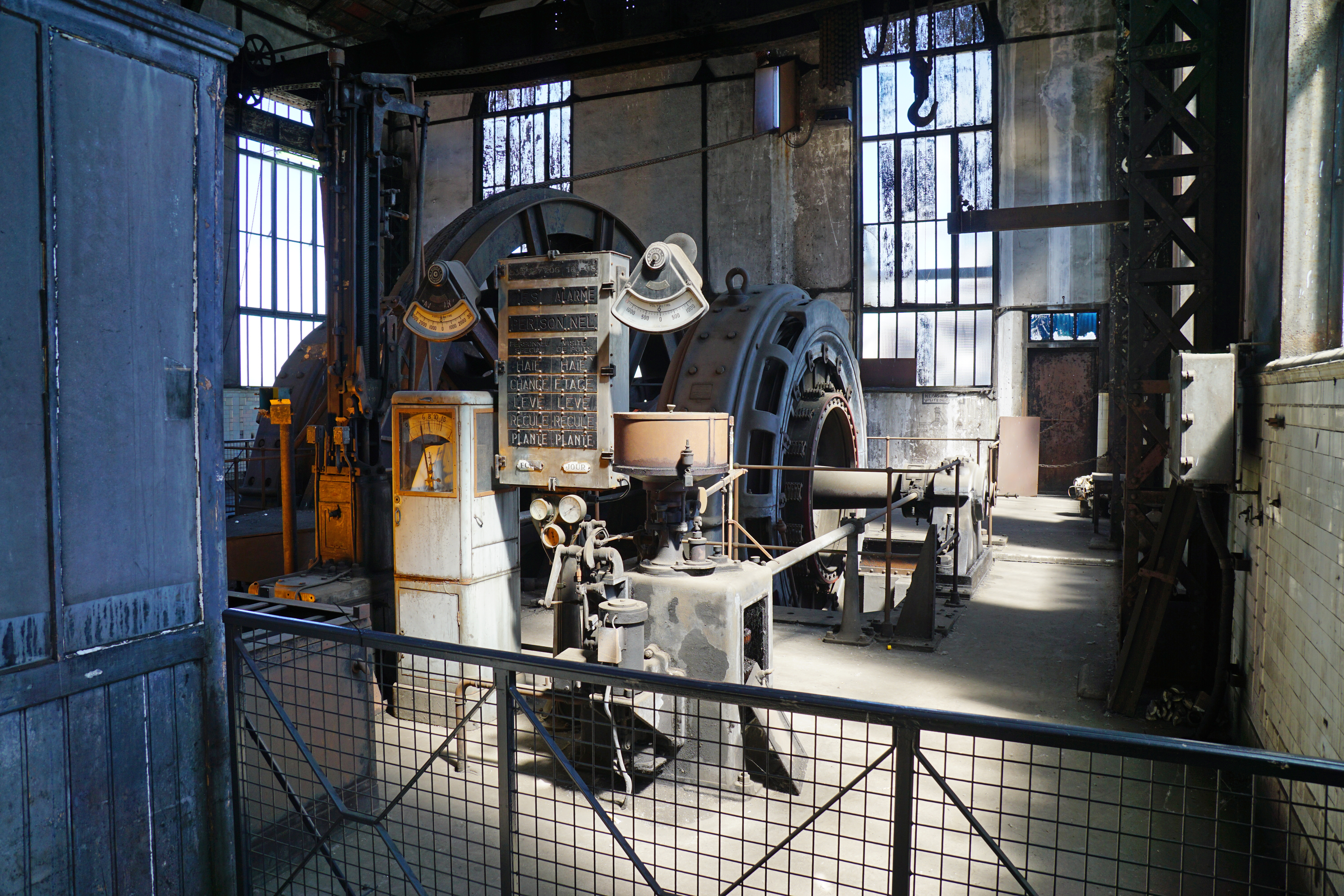
La machine d'extraction.

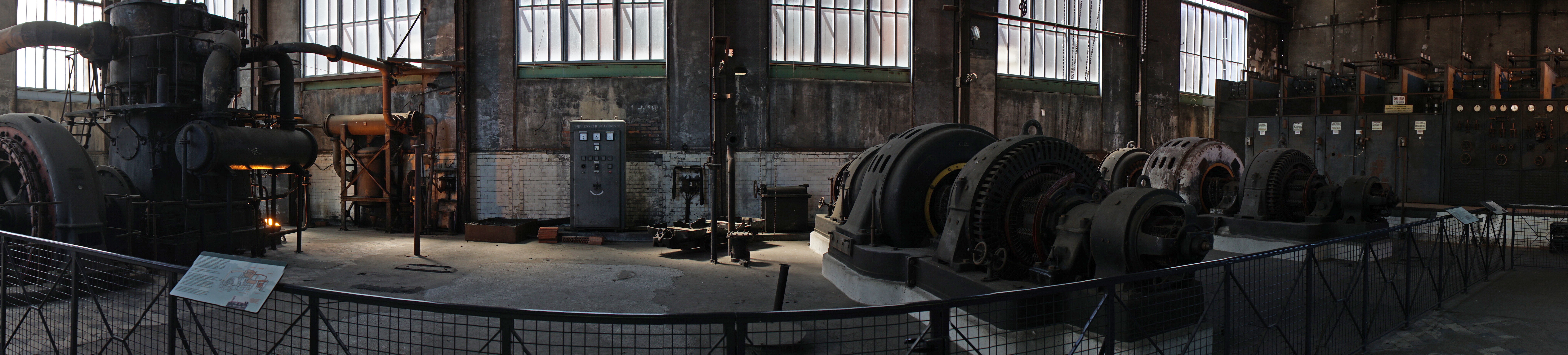
La salle d'énergie.

## Fréquentation
| 2005   | 2006   | 2007   | 2008   | 2009   | 2010   | 2011   | 2012   | 2013   | 2014   | 2015   | 2016   | 2017   | 2018   |
| ------ | ------ | ------ | ------ | ------ | ------ | ------ | ------ | ------ | ------ | ------ | ------ | ------ | ------ |
| 50 999 | 61 749 | 52 394 | 57 952 | 58 651 | 57 919 | 59 929 | 55 725 | 55 991 | 59 116 | 66 532 | 73 150 | 76 020 | 53 652 |

## Films tournés au puits Couriot
Entre la fermeture de la mine en 1973 et l'ouverture du musée en 1994 les bâtiments du puits Couriot ont été utilisés lors de tournages de films :
- Le Juge Fayard dit Le Shériff de Yves Boisset avec Patrick Dewaere en 1977[7];
- Le Brasier d'Éric Barbier avec entre autres Jean-Marc Barr, Maruschka Detmers et François Hadji-Lazaro, sorti en 1991.